# Manticora (gruppo musicale)
I Manticora sono un gruppo musicale heavy metal danese, fondato nel 1997 e originario della città di Hvidovre.
I loro testi ed album spaziano principalmente tra fantascienza, fantasy e letteratura, il loro stile musicale ingloba influenze speed metal, progressive metal e power metal.

## Formazione

### Formazione attuale
- Lars F. Larsen – voce (1996–presente)
- Kristian Larsen – chitarra (1996–presente)
- Stefan Johansson – chitarra (2014–presente)
- Sebastian Andersen – basso (2014–presente)

### Ex componenti
- René S. Nielsen – basso (1996-2001)
- Mads Volf – batteria (1996-2016)
- Flemming Schultz – chitarra (1998-2001)
- Jeppe Eg Jensen – tastiere (1998-2003)
- Kasper Gram – basso (2001-2014)
- Martin Arendal – chitarra (2001-2013)
- Ronni Clasen – tastiere (2008-?)

## Discografia

### Album in studio
- 1999 – Roots of Eternity
- 2001 – Darkness With Tales to Tell
- 2002 – Hyperion
- 2004 – 8 Deadly Sins
- 2006 – The Black Circus Part 1: Letters
- 2007 – The Black Circus Part 2: Disclosure
- 2010 – Safe
- 2018 – To Kill to Live to Kill

### EP
- 1997 – Dead End Solution